# Гедройц, Константин Каэтанович
Константи́н Каэта́нович Гедро́йц (25 марта [6 апреля] 1872, Бендеры — 5 октября 1932, Москва, РСФСР) — российский и советский почвовед-агрохимик, основоположник коллоидной химии почв, академик Академии наук СССР.

## Биография

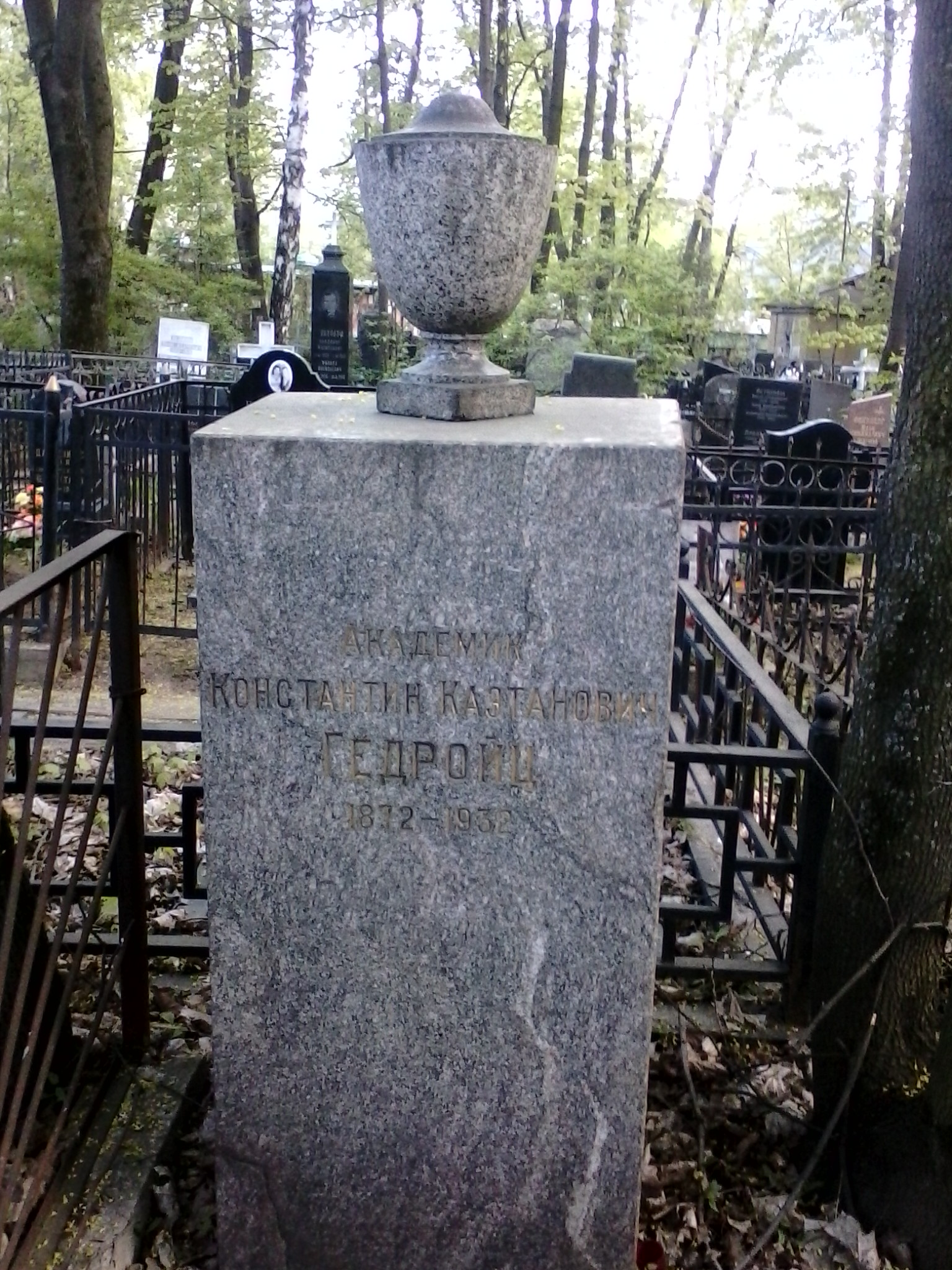
Могила К. К. Гедройца на Введенском кладбище Москвы.

Родился 6 апреля 1872 года в городе Бендеры, Бессарабская область, Российская империя, в семье военного врача. Происходил из литовского княжеского рода Гедройцев.
Обучался в Киевском кадетском корпусе, по окончании которого переехал в Санкт-Петербург.
В 1898 году окончил Санкт-Петербургский лесной институт.
В 1903 году окончил естественное отделение физико-математического факультета Императорского Санкт-Петербургского университета, сдав экзамен экстерном.
В 1900—1915 годах работал в сельскохозяйственной химической лаборатории Министерства земледелия под руководством П. С. Коссовича. Явился одним из основателей и многолетним руководителем агрохимического отдела Носовской сельскохозяйственной опытной станции на Украине (1918—1930).
В 1918—1928 годах работал научным сотрудником в почвенной химической лаборатории Почвенного института АН СССР (который до 1934 года находился в Ленинграде); в 1928—1930 годах являлся его директором. Одновременно в период с 1918 по 1930 год был профессором петроградского Лесного института, а затем руководителем кафедры почвоведения этого же института.
В январе 1927 года избран членом-корреспондентом Академии наук СССР по Отделению физико-математических наук (по разряду физическому — минералогия). В том же году избран президентом Международной ассоциации почвоведов, затем стал лауреатом премии им. В. И. Ленина.
В январе 1929 года был выбран академиком АН СССР по Отделению физико-математических наук (почвоведение, агрономическая химия).
В 1930 году — академик АН УССР.
Также являлся[когда?]

 членом-корреспондентом Чехословацкой земледельческой академии.
С 1930 года руководил агрохимической лабораторией Долгопрудненского опытного поля (под Москвой).
По некоторым данным (не проверенным), в 1932 году был арестован в период массовых репрессий, что подорвало его здоровье.
По устному свидетельству дочери Константина Каэтановича — Нины Константиновны (1903—1985), обстоятельства, приведшие к смерти, были иными.
Семья должна была выехать на отдых на Кавказ. Однако к назначенному часу не прибыл автомобиль, который должен был отвезти всех на ЖД вокзал. В связи с этим обстоятельством вынуждены были добираться «на перекладных», торопились, боялись что опоздают. Добравшись наконец до поезда, все были очень уставшие. В этот момент Константину Каэтановичу стало плохо, вызвали скорую помощь, но спасти академика не удалось.
Скончался он 5 октября 1932 года. Похоронен на Введенском кладбище (19 участок).

## Научная деятельность
Наиболее важны исследования К. К. Гедройца в области коллоидной химии почв. Он разработал учение о почвенных коллоидах и их роли в образовании почвы и её плодородии. Гедройц открыл т. н. «почвенный поглощающий комплекс» (ППК) — совокупность высокодисперсных минеральных, органоминеральных и органических частиц, обладающих ионнообменной способностью. Для почвы характерно преобладание отрицательного поверхностного заряда, поэтому её способность к поглощению катионов выражена ярче, чем для анионов. Обменные катионы, находящиеся на поверхности почвенных частиц, обуславливают такие свойства почвы, как её структура, pH и солевой состав почвенного раствора, её способность к поддержанию роста растений, а также влияют на динамику многих почвенных процессов.
Гедройц разработал принципы новой классификации почв, основанной на составе их обменных катионов. Им было предложено деление всех почв на насыщенные и ненасыщенные основаниями, а также выделено четыре главных почвенных типа: латеритный, подзолистый, чернозёмный и солонцовый. Гедройц объяснил природу солонцеватости почв, установив, что свойства солонца обусловлены находящимся в ППК ионом натрия. Им была предложена схема эволюции почв засолённого ряда, включающая стадии солончака, солонца и солоди.
Изучение поглощающего комплекса и законов ионного обмена позволило Гедройцу подвести точную количественную базу под способы химической мелиорации почв: гипсование и известкование. Им было создано значительное количество методов химического анализа почв.

### Основные работы
- Постановления Германского союза сельскохозяйственных станций относительно исследования и оценки удобрений, кормов и семян. Пер. и доп. К. К. Гедройца. — СПб.: Тип. М. Меркушева, 1905. — ? с.
- Гедройц К. К., сост. Потребность почв Петербургской губернии в удобрениях в условиях вегетационного опыта. — СПб.: Тип. В. Ф. Киршбаума, 1911. — 85 с.
- Гедройц К. К. Коллоидальная химия в вопросах почвоведения. В 2-х чч. Ч. 1. Коллоидальные вещества в почвенном растворе. Образование соды в почве. Солонцы и солончаки. — СПб.: Бюро по земледелию и почвоведению Уч. комиссии Гл. упр-я землеустройства и земледелия, 1912. — 58 с.
- Гедройц К. К., сост. Изменяемость плодородия и производительности почвы под влиянием естественных условий и при хранении почв в воздушно-сухом состоянии. (В кн.: Труды сельскохозяйственной химической лаборатории в Санкт-Петербурге. Отд. оттиск из VIII вып. — СПб.: Тип. В. Ф. Киршбаума, 1913. — С. 144—199.)
- Гедройц К. К. Коллоидальная химия в вопросах почвоведения. В 2-х чч. Ч. 2. Скорость обменных реакций в почве. Коллоидальность почв, насыщенных различными основаниями, и красочный метод определения количества коллоидов в почве. — СПб.: Бюро по земледелию и почвоведению Уч. комиссии Гл. упр-я землеустройства и земледелия, 1914. — 36 с.
- Гедройц К. К. Заметки по агрономическому анализу. — Пг.: Тип. Альтшулера, 1914. — 16 с.
- Гедройц К. К. Действие электролитов на илистые суспензии. — Пг.: Тип. Альтшулера, 1915. — 40 с.
- Гедройц К. К., сост. Методы контроля удобрений. Применительно к закону 3 июля 1916 г. — Пг.: Тип. В. Ф. Киршбаума, 1917. — 35 с.
- Гедройц К. К. К методике определения цеолитных оснований в почве. — Пг.: [Б. и.], 1918. — 23 с.
- Гедройц К. К. Учение о поглотительной способности почв. — Пг.: Ред.-изд. ком. Нар. ком. земледелия, 1922. — 56 с.
- Гедройц К. К. Химический анализ почв. Руководство по ведению лабораторных и почвенных исследований. — Пг.: «Новая деревня», 1923. — 253 с.
- Гедройц К. К. Почвенный поглощающий комплекс и почвенные поглощенные катионы, как основа генетической почвенной классификации. — Л.: Гос. учеб.-практ. школа-тип. им. Алексеева, 1925. — 35 с.
- Носовская сельскохозяйственная опытная станция им. 5-летия Октябрьской революции. Агрохимический отдел. Отчет Агрохимического отдела за 1922—1923 гг. Под общ. ред. К. К. Гедройца. — К.: Трест «Киев-печать», 1924. — 75 с.
- Гедройц К. К. К вопросу об естественно-историческом районе Носовской с.-х. опытной станции. — К.: «Киев-Печать», 1926. — 13 с.
- Носовская сельскохозяйственная опытная станция им. 5-летия Октябрьской революции. Агрохимический отдел. Краткий отчет за 1924 год. Сост. Ф. Н. Германов и В. Г. Тарановская. Под общ. ред. К. К. Гедройца. — К.: Изд-во опытной станции, 1926. — 49 с.
- Гедройц К. К. Осолодение почв. — Л.: Тип. «Коминтерн», 1926. — 49 с.
- Гедройц К. К. Подвижность почвенных соединений и влияние на неё кальция. — К.: Трест «Киев-печать», 1926. — 18 с.
- Гедройц К. К. Почва как культурная среда для сельскохозяйственных растений. Почвенные коллоиды и солонцеватость почв. По данным Агрохимического отдела Носовской с.-х. опытной станции. Популярный очерк. — К.: Трест «Киев-печать», 1926. — 66 с.
- Гедройц К. К. Почвенный поглощающий комплекс и почвенные поглощенные катионы, как основа генетической почвенной классификации. 2-е изд., доп. и испр. — Л.: Изд-во Носовск. опытной станции, тип. «Коминтерн», 1927. — 112 с.
- Тарановская В. Г. Нитрификация в почве опытного поля Носовской сельскохозяйственной опытной станции и роль клевера в улучшении её. Под ред. и с предисл. К. К. Гедройца. — Л.: [Б. и.], 1927. — ? с.
- Гедройц К. К. Солонцы, их происхождение, свойства и мелиорация. Научно-популярный очерк. — Л.: Изд-во Носовск. опытной станции, тип. «Коминтерн», 1928. — 76 с.
- Гедройц К. К. Учение о поглотительной способности почв. 2-е изд., испр. и доп. — М.-Л.: ГСХИ «Новая деревня», 1929. — 156 с.
- Гедройц К. К. Химический анализ почвы. 2-е изд., испр. и доп. — М.-Л.: ГСХИ «Новая деревня», 1929. — 599 с.
- Гедройц К. К. Учение о поглотительной способности почв. 3-е изд., испр. и доп. — М.-Л.: Сельколхозгиз, 1932. — 203 с.
- Гедройц К. К. Химический анализ почвы. 3-е изд. — М.-Л.: Сельколхозгиз, 1932. — 536 с.
- Гедройц К. К. Учение о поглотительной способности почв. 4-е изд., испр. и доп. — М.: Сельхозгиз, 1933. — 207 с.
- Гедройц К. К. Химический анализ почвы. 4-е изд., стереотип. — М.-Л.: Ленсельхозгиз, 1935. — 536 с.
- Гедройц К. К. Почвенный поглощающий комплекс, растение и удобрение. Статьи и материалы по опытам на Долгопрудном опытном поле НИУ за 1930—1933 гг. Под общ. ред. Ф. Н. Германова. — М.-Л.: Сельхозгиз, 1935. — 343 с.
- Гедройц К. К. Избранные сочинения. В 3-х тт. Под общ. ред. Н. П. Ремезова. Т. 1. Почвенные коллоиды и поглотительная способность почв. — М.: Сельхозгиз, 1955. — 560 с.
- Гедройц К. К. Избранные сочинения. В 3-х тт. Под общ. ред. Н. П. Ремезова. Т. 2. Химический анализ почвы. — М.: Сельхозгиз, 1955. — 616 с.
- Гедройц К. К. Избранные сочинения. В 3-х тт. Под общ. ред. Н. П. Ремезова. Т. 3. Применение удобрений, мелиорация почв и вегетационные опыты. — М.: Сельхозгиз, 1955. — 560 с.
- Гедройц К. К. Избранные научные труды. — М.: «Наука», 1975. — 638 с.

## Память

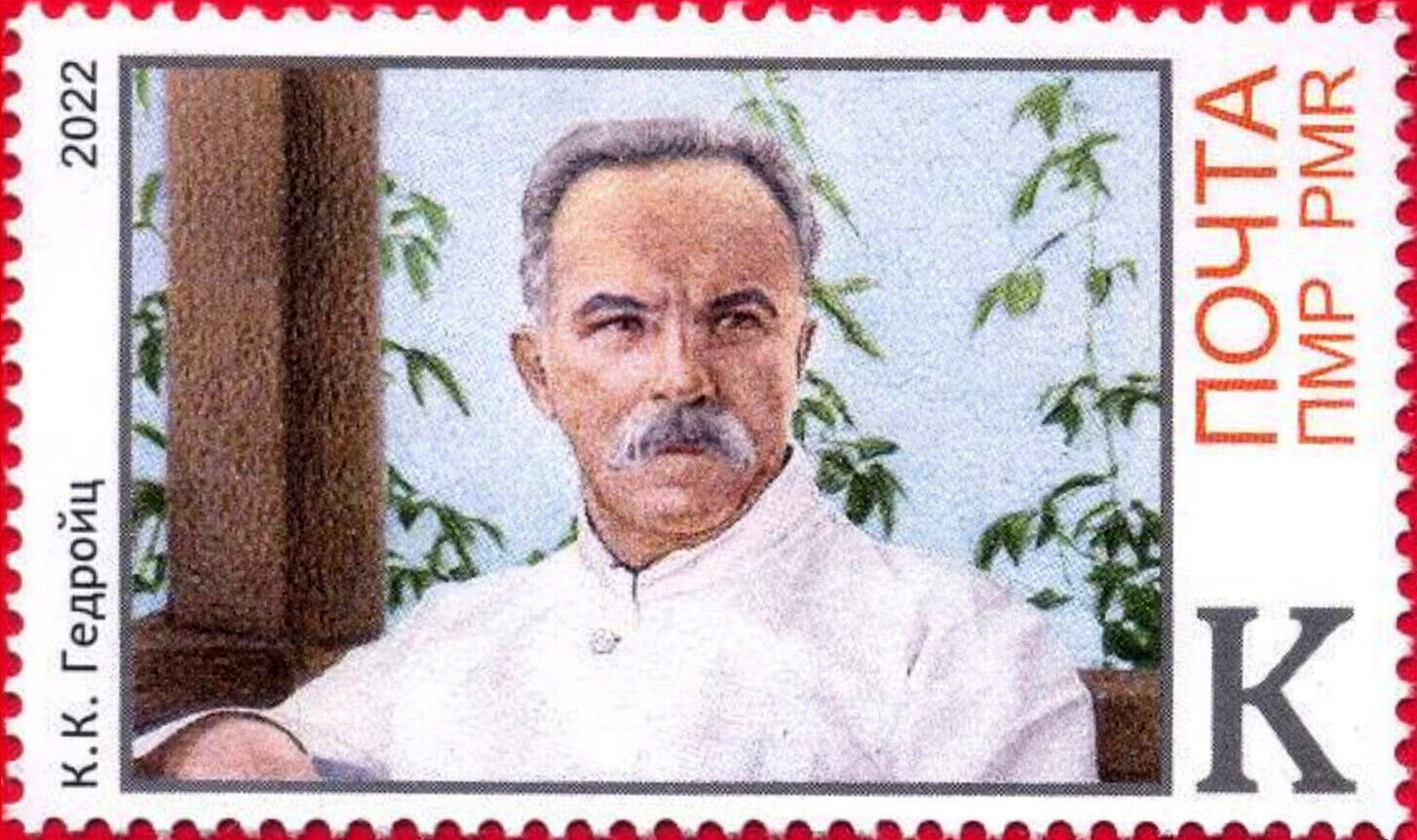
150 лет со дня рождения К. К. Гедройца, Почта Приднестровья, 2022

- Имя К. К. Гедройца некоторое время носил ВНИИ удобрений, агропочвоведения и агротехники.
- В Музее землеведения МГУ (на 25 этаже Главного здания) установлен бюст К. К. Гедройца[6].
- В 2022 году Почта Приднестровья выпустила почтовую марку приуроченную к 150-летию со дня рождения К. К. Гедройца.
- В честь К. К. Гедройца названа гора (Охотское море, Курильские острова, остров Кунашир)[7].